# LOCAL FISH CANグランプリ
LOCAL FISH CANグランプリ（ローカル フィッシュ かんグランプリ）は、全国の高校生が海の課題を持つ様々な海の生物「LOCAL FISH」を題材に、地域独特の缶詰の開発をするアイデアコンテスト。
毎年10月に行われる全国大会まで、高校生たちが競い合い、課題を知り、学びながら優秀な作品は商品化を行う。

## 趣旨
- 高校生に、地域の課題魚「LOCAL FISH」を通じ、海とのつながりや現状課題、未来展望を知り、海にもっと関心を持ってもらい、自らアクションを起こすことを目的にLOCAL FISH CANグランプリを開催している。

## 結果

### 第1回 -
第1回（2021年）
- 最優秀賞：越中鰯ブラックラーメン味（富山県立滑川高等学校）
- 優秀賞：Spicy BUDAI スパイシーブダイ（大分県立海洋科学高等学校）
- 特別賞：ナルトビエイのあんかけ（兵庫県立香住高等学校）

### 第2回 -
第2回（2022年）
- 最優秀賞：境港天然本マグロのほーるもん煮込み（鳥取県立境港総合技術高等学校）
- 優秀賞：ブダイの味噌煮（大分県立海洋科学高等学校）
- ベストストーリー賞：ナガサキイッカクハギのわからん（和華蘭）缶詰（長崎県立長崎鶴洋高等学校）
- 地域巻き込み賞：アロス・カルドッソ・デ・マンティス・キャマロン〜シャコの地中海風リゾット〜（学校法人関西学園岡山高等学校）
- 缶カツ賞：イワシンボル イワシのキムチチャーハン（愛媛県立南宇和高校）

### 第3回 -
第3回（2023年）
- 最優秀賞：ブリ【中落ち・中骨】ブリの骨じゃん（愛媛県立長浜高等学校）
- 優秀賞：アイゴアイゴのアヒージョ缶詰！（学校法人関西学園 岡山高等学校）
- ベストストーリー賞：クロダイ(チヌ)黒ダイの白シチュー(Black in White)（学校法人第一原田学園 おかやま山陽高等学校）
- 地域盛り上げ賞：キチヌチヌのあんちゃん（熊本県立天草拓心高等学校）
- チャレンジング賞：ムラサキイガイイガイ飯・アクアパッツァ（学校法人日本航空学園 日本航空高等学校石川）

### 第4回 -
第4回（2024年）
- 最優秀賞：アイゴのぬかみそ炊き（福岡県立水産高等学校）
- 優秀賞：バリうまかよマツ天（長崎南山高等学校）
- ティーンズアワード：タイコンカン（三重県立相可高等学校）
- ベストストーリー賞：すじめし（北海道広尾高等学校）
- ベストグルメ賞：ウニのリエット（荒井学園新川高等学校）